# Side Street
Side Street (Brasil: Pecado Sem Mácula ) é um filme norte-americano de 1950, do gênero drama noir, dirigido por Anthony Mann.

## Elenco
- Farley Granger ... Joe Norson
- Cathy O'Donnell ... Ellen Norson
- James Craig ... Georgie Garsell
- Paul Kelly ... Capitão Walter Anderson
- Jean Hagen ... Harriet Sinton
- Paul Harvey ... Emil Lorrison
- Edmon Ryan ... Victor Backett
- Charles McGraw ... Stanley Simon